# Sanwi

Bandera del regne de Sanwi

El Regne del Sanwi és una organització social tradicional instal·lada sobre l'actual territori ivorià i abans un regne sobirà que existia cap al final del segle XVII o començament del segle XVIII.

## Presentació del Regne Sanwi
El Regne Sanwi ocupa la punta Sud-est de la Costa d'Ivori i cobreix una superfície de 6 500 km² del qual 500 km² estan ocupades per llacunes. Sense comptar el llac artificial de 17000 hectàrees creat pels dos embassaments hidroelèctrics al poble d'Ayamé.
Aquesta regió limita:
- al sud pel regne bétibé ;
- al nord pel departament d'Abidjan;
- al nord-oest pel departament d'Abengourou;
- a l'est i al nord-est per la república de Ghana.

El Regne Sanwi es presenta com un conjunt de turons i de valls que es subdivideix en tres zones específiques:
- una zona costanera, arenosa i feta de manglars: cobreix els cantons d'Adjouan i sud del cantó Affema;

- una zona forestal estesa d'est a oest i al nord.

El Regne Sanwi registra una de les pluviometries més fortes de la Costa d'Ivori amb precipitacions anuals superiors a 1 600 mm. Aquesta dada geogràfica ha afavorit el desenvolupament excepcional de les cultures industrials (Hevea, cafè, cacau, plàtan, palmera d'oli, pinya, etc.) i viver (arròs, taro, plàtan, planter, manyoc, etc. …).
Del punt de vista econòmica, les activitats agroindustrials són les principals; la seva producció d'oli de palma és aproximadament el 20% de la producció nacional.
Finalment, sobre el plànol alimentari, la regió es presenta com un dels més importants centres d'aprovisionament dels diferents mercats de Abidjan.

## Origen del Regne Sanwi
Les poblacions fundacionals d'aquest regne van arribar cap a final del segle xvii des de Aowin, a l'actual Ghana, on estaven sota l'autoritat del rei Amalanman Anoh. Havien hagut de fugir a continuació d'una derrota contra la família del rei Kadjo Etibou en una guerra civil. El rei Amalanman Anoh i les seves tropes foren vençuts, disset famílies representant els 17 regiments militars de la seva branca armada van fugir davant l'adversari, abandonant Ghana per buscar refugi a la terra veïna (la Costa d'Ivori).
Només quatre famílies van poder arribar a sòl ivorià; els altres haurien mort en el camí de l'èxode, delmats per les malalties o per la fam o per diverses circumstàncies (sequera, tempestes). Es van instal·lar amb les seves set cadires que simbolitzen les set grans famílies reials del sud-est del territori d'acollida, la Costa d'Ivori.

## La història del Regne Sanwi
El nucli original d'aquest poble es troba a Ghana on els conflictes entre Opokou Warreh (aixantis) i ells (els agnis) havien originat les causes de la sortida cap a la Costa d'Ivori.
Amb al seu cap Amalaman Anoh I, rei de Sanwi, els agni s'instal·laren a Diby, a la regió d'Aboisso. Una guerra de lideratge va esclatar sobre la nova terra entre agnis i agoues, primers ocupants del lloc. Els agnis guanyaren i sotmeteren els agouac poc nombrosos. Després de la seva victòria, els agnis es van instal·lar a la regió de ‘’Ciman'’ una vall coronada per turons. De manera que en temps de guerra, l'enemic no podia pas accedir al nou lloc. Però, sempre a la cerca de noves terres, Aka Essoin, la mà dreta del rei Amalaman Anoh i poderós notable, encarregat de l'expansió del regne, va marxar a la conquesta de noves terres més propicies. És en aquestes que Aka Essoin va descobrir un arbre gros, un cirerer: el Krindjabo, situat darrere del riu Bia. De tal manera que per arribar al lloc calia travessar el Bia nedant. Sabent-se a l'abric dels eventuals atacs de l'enemic, el poble agni abandonà la regió de Ciman per instal·lar-se sota l'arbre Krindja o “Krindjabo” en llengua agni, gràcies a Aka Essoin que posseïa poders místics que li permetien transformar-se en animal ferotge, sobretot en elefant. Krindjabo, la capital del regne Sanwi fou fundada així, abans l'arribada de l'home blanc. Només cal saber que la gran ciutat d'Aboisso fou el bressol del regne més vell i el més poderós de la història de la Costa d'Ivori: el regne de Sanwi.
La primera missió europea a través del país agni s'efectuà en dos viatges (La missió Treich Laplène (1887-1889) que es va traduir per tractats amb el rei Sanwi a Krindjabo (Aboisso) amb el rei bettié i el rei indénié (Abengourou). Al nord foren també signats tractats amb el regnes de Bondoukou, de Kong (1888) i de Dabakala (1889) per mitjà de l'explorador Binger.

## Els cantons del Sanwi i els seus governs
Originalment, el Regne Sanwi s'estenia sobre set cantons (de Assinie a Noé, a la frontera del Ghana). Però avui, amb la sortida de Tiapoum i dels ehotilé, el Sanwi resta constituït per sis cantons reagrupant els blafê o agni-sanwi. L'exercici del govern tradicional que el regeixen, comporta que cada cantó respecta fidelment les seves atribucions, el que des de fa molt de temps ha fet d'aquest regne un exemple de democràcia (tradicional).
Els sis cantons són:
Adjouan. Té el paper d'educador i formador dels candidats al tron del Sanwi; ensenya al futur rei en principi el seu paper al tron, les seves relacions amb el seu poble, les principals famílies component el seu poble, els pobles i els límits territorials del seu regne. La instrueix també sobre les aliances amb els altres pobles. De per la seva situació geogràfica (sobre un turó que domina la llacuna Aby, amb una ampla vista sobre tot el regne), el cantó d'Adjouan constitueix un refugi privilegiat pels prínceps hereus en cas d'atacs o d'invasió del regne per un enemic. És d'allà que marxaven els prínceps hereus al tron cap a Krindjabo. Adjouan era igualment un elevat lloc de cultura on se celebrava els matrimonis dels membres de la família reial.
Assouba. Tradicionalment anomenat el Front. És aquest cantó que valida i confirma la tria del rei fet de manera col·legial pel conjunt dels caps de cantó. Allí es realitza i condueix la cerimònia d'entronització del nou rei. Assouba té doncs les atribucions d'elevada jurisdicció i juga al mateix temps el paper de Tribunal Suprem i de Consell constitucional.
Krindjabo És allà on es troba el domicili oficial del rei, és la capital del regne. Segons els crítics, la seva funció de «simple» residència del rei sembla relegar el seu títol de cantó ‘‘sobirà’’.
Assinie. Quan el rei vol descansar, Assinie té per tasca de rebre'l. Aquest cantó serveix de lloc d'acollida al rei pels seus encontres discrets, amb les seves amants per exemple.
Kouakro i Ayamé (Aquest últim representa l'ala esquerra del regne, anomenada originalment el Djandji). Els dos tenen per paper el defensar i protegir les fronteres del regne per evitar incursions enemigues. Són ajudats per Adaou, un poble del cantó d'Assouba.
Les set famílies reials estan representades en cadascun dels cantons. Els notables del regne són els consellers del rei. Fan part del Tribunal del rei. Després d'ells, venen els caps de cantó, els caps de poble i els caps de barri que són també anomenats "caps de cadira".
A Krindjabo, hi ha set barris i cada barri posseeix una "Cadira" o un tam-tam.

## Els reis del Regne Sanwi

### Zéna
Regna al voltant de 1687, i establí contacte amb la Companyia de Guinea.

### Akasini
Successor de Zéna, regna cap a 1700, en el moment del retorn de Aniaba a Assinié.

### Amalaman Anoh
Després de la fundació de Krindjabo, Amalaman Anoh va regnar molt de temps. Va morir al tron. Després d'ell, Amondouffou Kpangni (el Gran) el va reemplaçar. A continuació també va morir, deixant el lloc a Amondouffou Koutoua (el Jove) o Amondouffou II. En la constitució del Regne Sanwi, el rei regna tota la seva vida. Però en cas de gestió dolenta pot ser destituït.

### Amondouffou II
Fou sota el regna de Amondouffou II que els europeus van arribar a Costa d'Ivori. Fou el primer rei que va signar un tractat amb els blancs i va posar en marxa l'organització actual del regne de Sanwi. Sota el seu regnat, la reina mare Malan Alloua va refusar que els blancs s'instal·lessin a Krindjabo. Deia que els trobava pàl·lids i no podia acceptar de viure amb ells. Va doncs indicar-los un lloc pedregós, Ebouesso (literalment "sobre la pedra") que va donar per deformació Aboisso.

### Els reis Kodja Assi, Kodjo Adou, Amon Koutoua i Koua Malan
Kodja Assi fou el primer dels reis del regne Sanwi que fou deposat. Va ser destituït per gestió dolenta. El seu successor, Kodjo Adou va regnar durant sis anys, abans de conèixer la mateixa sort que el seu predecessor. Sota el rei Amon Koutoua, hi va haver igualment un problema de gestió dolenta obligant el rei a abdicar. Després d'això el càrrec va quedar vacant deu anys. De fet el que havia estat escollit no havia estat pas acceptat pel poble. Era el fill del precedent i com sabia llegir i escriure, era l'encarregat abans de la destitució del seu pare d'interpretar els missatges dels blancs en direcció dels reis i viceversa; però com que no tenia pas el domini de la llengua francesa, no traduïa fidelment els missatges el que li va costar un rebuig categòric al tron. Després d'aquests 10 anys de vacant, Koua Malan va pujar al tron. Va regnar durant set anys, abans d'estar destituït per gestió dolenta.

### Amondouffou III
Després de la sèrie dels reis destituïts, va pujar al tron Kakou Andoh. Va prendre el nom de regnat d'Amondouffou III. Molt bon rei, el seu govern va durar molt de temps. Segons diversos testimoniatges, va ser el regnat més llarg en la història del regne Sanwi amb més de dos decennis al tron.

### Amondouffou IV
A la mort de Amondouffou III, Kassy Anzian Paul tenia dret al tron sagrat. Va regnar de 1985 a 2002. Rei molt de temps contestat, havia estar rebutjat pel president Félix Houphouët-Boigny que dubtava de la seva moralitat i dels seus orígens. És més tard que aquest antic capità de l'aviació civil es descobrirà al gran públic. Es deia d'ell que era un rei dolent, ja que encaminava totes les seves riqueses a Ghana, d'on seria originari; a més es diu que no respectava les lleis tot i estar fetes a la seva mida. Després de 17 anys de regnat en què es va burlar del poble Sanwi, la destitució d'Amondouffou IV era imminent. Per dues vegades s'havia planejat sense èxit però va esdevenir realitat finalment un vespre del mes d'agost de 2002, quan el rei fou forçat a abdicar.

### Amondouffou V, actual rei de Sanwi
Home d'afers resident a Bouaké, Enan Eboua Koutoua Francis, que va esdevenir Amondouffou V, va tornar al seu poble després dels esdeveniments de setembre del 2002. En el regne Sanwi, els pretendents al tron no podien estar pròxims del regne. Llavors, la seva posició ‘’de nen pròdig’’ i a més del llinatge dels reis, va convèncer els guardians de la tradició, sobre la seva tria al tron sagrat. Així fou declarat rei del Sanwi i entronitzat en una cerimònia (els 5, 6 i 7 d'agost del 2005), com exigeix la tradició.

## Les institucions del regne Sanwi

### Organització del poder tradicional en el regne Sanwi
En l'organització tradicional del regne del Sanwi, cada cantó, comprenent un conjunt de pobles, està dirigit per un cap de cantó, posat directament sota l'autoritat del rei de Sanwi ; cada poble està dirigit al seu torn per un cap del poble, posat directament sota l'autoritat del cap de cantó de la seva circumscripció. Finalment, el conjunt de la col·lectivitat, a saber el conjunt dels caps de cantó i doncs dels caps de pobles, estan sota l'autoritat del rei del Sanwi.
Desgraciadament, els enllaços jeràrquics formals no estan ni definits ni explicitats de manera concreta i no són pas sostinguts per connexions funcionals. Els caps de cantó i els caps de poble gaudeixen sobre el terreny d'una molt ampla autonomia i fan el que volen sense cap visió de conjunt i sense obligació d'adonar-se de les coses. El sol domini en el qual aquests llaços s'expressen és el judicial, a causa de la independència de la que gaudeix la justícia al Sanwi on només els casos de litigi o de contenciós són portats en apel·lació pel coneixement de l'escaló jeràrquic.
Aquesta situació no és pas acceptable avui, davant una gestió moderna i de desenvolupament i encara menys que a Sanwi la impulsió del desenvolupament ve molt més dels cacics tradicionals que de l'administració territorial. Cal fer alguna cosa, per evitar d'agreujar el retard en el qual s'ha instal·lat la regió, i sobretot modernitzant el cacicat tradicional.

### Organització administrativa

#### La Justícia
La justícia és gratuïta, però es diposita obligatòriament una fiança, a les nzamandwé. La composició de les corts és una mena de jurat, ja que són la gent del poble els que jutgen els seus parells.

#### El sistema monetari
El sistema monetari del qual parlem és el del segle xix i començament del xx. Per les petites quantitats hi havia la manilla ka, moneda en forma de ferro de cavall o anell de bronze prou fortament obert, aliatge de coure i d'estany, que pesava 145 grams i valia de 22 a 23 cèntims. La manilla seria d'importació anglesa.

### Organització política del Regne Sanwi
El rei escollit és el sobirà de tot el país. Té sota les seves ordres dels tinents que descendeixen, ells també, dels caps que acompanyaven el primer rei i que eren els seus capitans de guerra. Els pobles estan agrupats sota l'autoritat d'un cap i romanen lligats al tinent del qual el seu fundador depenia al moment de l'èxode.